# New Harbour Island
New Harbour Island is een eiland van 35 are dat deel uitmaakt van de Canadese provincie Newfoundland en Labrador. Het eiland ligt centraal in de natuurlijke haven van New Harbour, een dorp in het oosten van Newfoundland.

## Geografie
New Harbour Island is 105 meter lang en heeft een maximale breedte van 45 meter. Het ligt in New Harbour, een inham in het zuidoostelijke gedeelte van Trinity Bay, die de natuurlijke haven van het gelijknamige dorp vormt. Het kleine, beboste New Harbour Island is het enige eilandje van de inham en is tegelijkertijd relatief centraal gelegen. Het is daarom kenmerkend voor het uitzicht van het dorp New Harbour.